# Triphosa haesitata
Triphosa haesitata är en fjärilsart som beskrevs av Achille Guenée 1858. Triphosa haesitata ingår i släktet Triphosa och familjen mätare. Inga underarter finns listade i Catalogue of Life.